# Водлозеро
Во́длозеро — российское озеро (водохранилище) в Пудожском районе Республики Карелия. Расположено на территории Водлозерского национального парка.

## Общие сведения
Озеро удлинённой формы, вытянуто с севера на юг. Площадь поверхности — 322 км². Площадь водосборного бассейна — 4960 км². По другим данным, Водлозеро — это самый большой водоем южной Карелии, площадь 367,7 км².
Котловина ледникового происхождения.
Берега озера невысокие, каменистые. По берегам растёт хвойный лес (ель, сосна и лиственница). Вода тёмно-жёлтого цвета, слабоминерализованная, прогревается в июле до 18—22,5 °C.
Из Водлозера вытекают реки Вама и Сухая Водла, сток из озера зарегулирован (1934). Впадают более 20 ручьёв и реки Илекса, Келка и две реки с одинаковыми названиями: Нижняя Охтома и Нижняя Охтома (с притоками Гавручьём и Верхней Охтомой).
Средняя амплитуда колебаний уровня составляет 1,0 м.
Также бассейну Водлозера принадлежат озёра:
- Гаужозеро
- Лешозеро
- Навдозеро
- Сомбомозеро
- Верхнее Охтомозеро

На озере 196 островов общей площадью 34 км², крупнейшие из которых: Канзанаволок (6,2 км²), Колгостров (2,9 км²), Великостров (2,0 км²), Пелгостров (2,0 км²), Шуйостров (1,7 км²), Охтом, Рагуново, Выгостров, Марь, Киньгостров.
Высшая водная растительность представлена в основном тростником и горцем земноводным (водяной гречихой), степень зарастания 1,2 %.
В Водлозере обитают 20 видов рыб. Наиболее распространены корюшка, плотва, ряпушка, сиг, судак, лещ, язь, щука, окунь, налим, снеток, ёрш.
Замерзает в ноябре-декабре, вскрывается в апреле-мае.
Наиболее значительное поселение на озере — деревня Куганаволок на длинном мысе в южной части озера (переводится с карельского как Судачий мыс).

## История
На Водлозере А. Ф. Гильфердинг записал 24 былины от 7 сказителей.
Некогда на берегах и островах озера располагалось до 40 небольших селений в составе погостов — Пречистенского и Ильинского. В селениях проживала этнолокальная группа русских — водлозёры.
В 1935 году Водлозеро было превращено в сезонное водохранилище для лесосплавных целей путём сооружения деревянных плотин для регулирования стока рек Вама и Сухая Водла, вытекающих из Водлозера. В 1990-х годах лесосплав был прекращён и регулирование стало осуществляться для улучшения водоснабжения Пудожа и других населённых пунктов. В 2006 году в истоке реки Вама вместо деревянной плотины была построена нерегулируемая бетонная, и гидрологический режим водоёма вернулся к естественному.
В 1947—1951 году имелось пассажирское водное сообщение: на линии «Куганаволок—Канзанаволок—Загорье» ходил мотокатер № 742.
В 1950-е годы было осуществлено укрупнение (объединение) деревень, большинство поселений были упразднены, а жители переселены в деревню Куганаволок, до настоящего времени остающуюся крупнейшим населённым пунктом на Водлозере.
В 1991 году был образован Водлозерский национальный парк, на территории которого находится озеро.

## Топографические карты
- Лист карты P-37-XIII,XIV Водла. Масштаб: 1 : 200 000. Указать дату выпуска/состояния местности.